# La Promise (film, 1985)
Pour les articles homonymes, voir La Promise et Bride.
Pour plus de détails, voir Fiche technique et Distribution.
La Promise (The Bride) est un film américain réalisé par Franc Roddam et sorti en 1985.

## Synopsis
Le baron Charles Frankenstein (Sting), aidé de son assistant Paulus (Timothy Spall) et du Docteur Zalhus (Quentin Crisp), tentent de créer une compagne pour sa précédente création, Victor (Clancy Brown). L'équipe de scientifiques réussit à créer Eva (Jennifer Beals), qui est physiquement identique à une humaine et dépourvue des difformités de Victor. A ce titre, elle est révoltée par ce dernier et le rejette. Cela provoque la colère de Victor qui, en représailles, détruit le laboratoire de Frankenstein. Celui-ci, croyant que Victor est décédé, s'enfuit avec Eva à son château. Là, il tombe amoureux d'elle et, avec l'aide de son ami Charles Clerval (Anthony Higgins) et de sa gouvernante Mme Baumann (Geraldine Page), l'éduque dans le but d'en faire une parfaite compagne humaine.
La créature, ayant survécu, erre dans la campagne où il se lie d'amitié avec un nain, Rinaldo (David Rappaport). Au fur et à mesure qu'ils en apprennent davantage l'un sur l'autre, Rinaldo finit par donner à la créature plus d'humanité en lui donnant un nom : Viktor (Victorieux). Les hommes voyagent à pied à travers l'Europe, arrivant finalement à Budapest, où ils s'engagent avec un propriétaire de cirque nommé Magar (Alexei Sayle), qui les embauche malgré son aversion pour Rinaldo. Pendant ce temps, alors qu'Eva acquiert le langage et développe davantage de connaissances, elle commence à remettre en question son origine et, tout en visitant un mausolée décrépit avec le baron Charles, lui dit qu'elle souhaite «rentrer chez elle».
Le baron demande à Eva de l'accompagner à une fête officielle organisée par une comtesse, où il la présente. Eva arrive d'abord à bien parler, impressionnant la comtesse, le capitaine Josef Schoden (Cary Elwes) et d'autres invités, mais elle devient agitée lorsqu'un chat entre dans la pièce. N'ayant aucune connaissance de l'animal, Eva se met à crier dessus, embarrassant le baron. Quelques jours plus tard, alors qu'elle montait à cheval près du château, Eva est approchée par Josef, qui tente de la séduire. Celui-ci informe Eva que le baron a été expulsé de l'université alors qu'il étudiait la médecine. Elle commence à interroger le baron et ses intentions.
Pendant ce temps, lors d'un spectacle de trapèze avec le cirque, Rinaldo est mortellement blessé lors d'une chute. Lorsque Viktor apprend que Magar a délibérément altéré le harnais de Rinaldo, provoquant la chute, il se met en colère, renversant la caravane de Magar avant d'assassiner l'un des artistes. Viktor retourne au château et trouve Eva dehors sur le terrain. Eva le prend pour un vagabond, ne le reconnaissant pas. Plus tard, une foule du cirque arrive dans le village à la recherche de Viktor et l'enchaîne à un mur. Pendant ce temps, Eva disparaît du château. Le baron demande où elle se trouve et Mme Baumann révèle à contrecœur qu'elle s'est enfuie avec Josef. Le baron localise les deux amants et ramène une Eva provocante au château. Au cours d'une dispute, le baron révèle enfin à Eva comment il l'a créée, en utilisant des parties de cadavres et en lui donnant vie grâce à une charge électrique. Cette information mortifie Eva.
Viktor se libère de ses chaînes et s'enfuit à cheval vers le château de Frankenstein, où le baron l'affronte. Un combat s'ensuit et Viktor est poursuivi jusqu'au sommet du laboratoire, où il jette le baron à sa mort. Dans le château, Viktor retourne vers une Eva endormie et quand elle se réveille, il se tourne pour partir. Eva lui demande de rester et il se présente à elle sous le nom de Viktor. Elle lui dit la signification de son nom, ce qui lui plaît. Elle demande s'il sait qui l'a créé et il répond que c'était le Baron. Réunis, ils partent pour Venise pour réaliser le rêve de Rinaldo.

## Fiche technique
- Titre : La Promise
- Titre original : The Bride
- Réalisation : Franc Roddam
- Scénario : Lloyd Fonvielle, d'après le roman de Mary Shelley
- Production : Victor Drai, Chris Kenny, Lloyd Fonvielle et Keith Addis
- Société de production : Columbia Pictures
- Budget : 14 millions de dollars (10,6 millions d'euros)
- Musique : Maurice Jarre
- Photographie : Stephen H. Burum
- Montage : Michael Ellis
- Décors : Michael Seymour
- Costumes : Shirley Russell
- Pays d'origine : États-Unis
- Format : Couleurs - 1,85:1 - Dolby Surround - 35 mm
- Genre : Horreur
- Durée : 114 minutes
- Dates de sortie : 16 août 1985 (États-Unis), 4 septembre 1985 (France)

## Distribution
- Sting (VF : Eric Legrand) : Baron Charles Frankenstein
- Jennifer Beals (VF : Séverine Morisot) : Eva
- Anthony Higgins (VF : Guy Chapelier) : Charles Clerval
- Clancy Brown : Viktor
- David Rappaport (VF : Jean-Claude Montalban) : le nain Rinaldo
- Geraldine Page (VF : Paule Emmanuèle) : Mme Baumann
- Alexei Sayle : Magar
- Phil Daniels : Bela
- Mathew Guiness (VF : Richard Darbois) : le 1er patron
- Veruschka von Lehndorff (VF : Maria Tamar) : la Comtesse
- Quentin Crisp (VF : René Bériard) : le docteur Zalhus
- Cary Elwes (VF : Luc Bernard) : le capitaine Josef Schoden
- Timothy Spall : Paulus
- Ken Campbell (en) : Pedlar
- Guy Rolfe : le Comte
- Andy de la Tour (VF : Pascal Renwick) : le prêtre

## Autour du film
- Bien que l'action du film soit située en Hongrie, les extérieurs furent tournés en France, et plus précisément à Carcassonne (le camp du cirque), Clermont-Ferrand, Orcival (Château de Cordès, pour le château de Frankenstein), Pérouges (la vieille ville), Sarlat-la-Canéda (la place principale de Budapest), Saint Cirq Lapopie (sous la falaise). La partie studio eu lieu aux Studios de Shepperton, en Angleterre.
- La Promise est un remake de La Fiancée de Frankenstein, film américain réalisé par James Whale en 1935.
- La sérénade Eine Kleine Nachtmusik (« Une petite musique de nuit ») fut composée par Wolfgang Amadeus Mozart.
- Dans le film, le nom complet du baron Frankenstein est Charles Frankenstein, tandis que dans le roman de Mary Shelley, il s'agissait de Victor Frankenstein. Dans le film, la créature s'appelle Viktor, tandis que dans le roman, elle n'avait pas de nom.
- Avant de se voir confier le rôle du Baron, il avait été proposé à Sting celui du jeune soldat qui séduit Eva[1].

## Distinctions
- Nomination au prix de la meilleure musique et des meilleurs costumes, par l'Académie des films de science-fiction, fantastique et horreur en 1986.
- Nomination au prix de la pire actrice pour Jennifer Beals, lors des Razzie Awards en 1986.